# 哈羅區
哈羅區（英語：London Borough of Harrow）是英國英格蘭大倫敦外倫敦的自治市，位于伦敦的西北，人口214,600，面積50.47平方公里。向北它邻赫特福德郡，向西伦敦的希靈登倫敦自治市、向南伊灵区、向东南布倫特倫敦自治市、向东巴內特倫敦自治市。

## 歷史

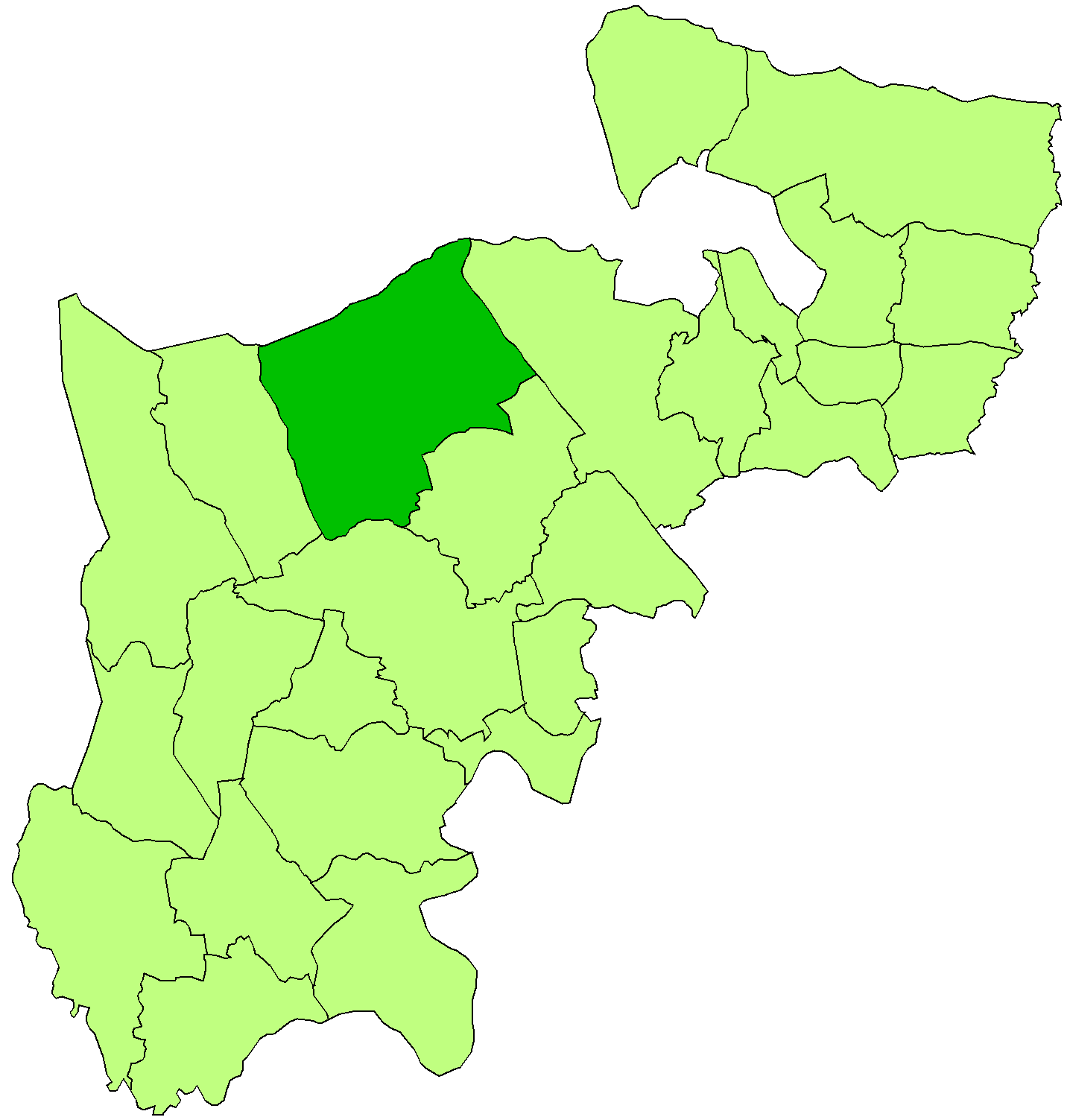
1961年哈羅區在米德爾塞克斯郡的位置

1934年米德爾塞克斯郡原来的三个区合并成为哈羅區。区政府是哈羅區议会。
1954年5月4日哈羅區获得了自治市的地位。2004年4月哈羅區庆祝成为自治市50年时伊丽莎白二世女王来访。
1965年哈羅區被并入大伦敦。它是伦敦唯一一保持其原来的边界的市区，原因可能是因为它的人口数量已经足够高了。根据1961年的人口普查它有209,080名居民，是米德爾塞克斯郡人口数量最高的。

## 人口
由于主“山”上的哈罗公学哈羅區保持了其树木繁茂的景色。但是山的周围已经被典型的伦敦西北市区几乎连在一起的房屋和建筑围绕了。
与伦敦其它类似的市区相比它依然是很多绿地的，犯罪率也比较低。2007年4月该区发生了1111起有记录的犯法行为，而伦敦市区的平均为2204起。区议会主要从事改善一些地方的情况，建造了许多新的“关键服务人员”式的住宅。区的北部有一带绿地非常多的住宅区。由于它的环境非常好，去伦敦中心又很方便，因此是非常良好的居住区。随伦敦普遍房价上升哈罗区的房价也上升。
哈羅區是一个多样性很高的市区，其55.2%的居民属于黑人或者少数人群社群，其中很多印度人。从2005年开始市区议会每年举办多文化音乐和艺术节。哈羅區是英国所有区级行政区中宗教多样性最高的，根据2006年官方国家统计街上两个人属于不同宗教信仰的可能性为62%。这里是英国古吉拉特印度人密度最高的地方。除此之外这里也有许多犹太人居住。区内的犹太会堂是整个欧洲信徒最多的犹太会堂。

## 教育
哈羅區常被看作拥有良好的教育历史。区内有多所国有中小学和一些高级学校。这里的公费学校与伦敦其它市区的学校系统稍有差异，中学入学年龄不是11岁以上，而是12岁以上，此外这里的中学长期没有高中，因此学生毕业后必须进入三级学校。对区内的三级学校有所批评，认为它们的标准达不到中学的标准。事实上许多区内的学生到别的区去上高中。从2005年开始当地中学引入高中，为学生提供了一定的选择余地。
哈羅區有一音乐服务，为区内15%的公费学生和一些其他学生提供乐器教育。
私有学校中包括男生的哈罗公学等和女生的北伦敦教会学校等。这些学校均属于英国最好的学校。区内也有私有的小学。
区内还有一些受助民办学校和两个特许学校。

## 交通
2009年4月区议会召开全体会议，一致通过了同意建造伦敦北部和西部轻轨的建议。这样一来哈罗区所有辐射状的地铁线全部能够被轻轨链接，即使该轻轨系统不通过哈罗区。

## 外部連結
- （英文） 哈羅區政府網（页面存档备份，存于）

51°34′N 0°20′W / 51.567°N 0.333°W